# Hot Radio
HOT RADIO est une radio locale indépendante émettant à Grenoble, Chambéry, Montmélian, Albertville, Pontcharra, Allevard, La Rochette, Voiron, Pont-de-Beauvoisin, Morestel, La Tour-du-Pin, Yenne, Belley et Bourgoin-Jallieu. La station de radio dont le siège est basée à Grenoble, diffuse principalement de la musique (variété, électronique, etc.) mais elle propose également des émissions, des jeux et des flash infos global.

## Historique
La station est issue d'une petite radio locale de Villard-Bonnot née en 1983, Radio chaine de belledonne devenue Belledonne FM par la suite (en 1993). Bien qu'elle ait amélioré sa diffusion en 1992 en implantant son émetteur sur les hauteurs du Grésivaudan, elle est encore mal reçue à Grenoble. Il semblerait qu'à la fin des années 1990, l'antenne se situait plutôt au fort de la Bastille.
Dans la nuit du 23 au 24 janvier 2014, victime d'un incendie d'origine accidentelle détruisant la plus grande partie de ses locaux, Hot Radio est contrainte de mettre au chômage technique ses 25 salariés,. Au moment où elle enregistrait 85 600 auditeurs par jour, elle ne diffusa qu'un programme musical allégé durant quelques jours. Finalement, un nouveau local de 300 m2 est trouvé par la radio, lui permettant de reprendre le cours normal de ses émissions le 6 février,.

## Audience
Le 29 octobre 2010, Hot Radio annonce être en difficulté dans la redistribution des fréquences pour l'année 2011 et engage un battage médiatique afin d'obtenir de nouvelles fréquences auprès du CSA. Le 15 février 2011, le Conseil supérieur de l'audiovisuel attribue deux nouvelles fréquences à Hot Radio sur les villes de Voiron et de Bourgoin-Jallieu. En 2011, Hot Radio est créditée de 38 900 auditeurs quotidiens confirmant sa première place comme radio musicale dans l'agglomération grenobloise.
Cependant, une enquête nationale de Médiamétrie portant sur l'audience de la radio dans les neuf principales agglomérations françaises pour la période septembre-décembre 2011, montra que Hot Radio avait perdu 2,7 points en un an avec 9 % d'audience cumulée, semblant ne pas pouvoir capitaliser sur sa progression d'audience liée à la campagne médiatique qu'elle avait organisée contre le Conseil supérieur de l'audiovisuel. Ses  principales concurrentes régionales restant  Radio ISA avec 4,8 % d'audience et Alpes 1 avec 4,7 %. En 2016, la station est créditée de 105 900 auditeurs quotidiens.